# Marstall Ludwigsburg
Der Marstall (ehemals Marstall-Center) ist ein in den 1970er Jahren erbautes und 1978 fertiggestelltes Einkaufszentrum am Holzmarkt in Ludwigsburg. Am 30. September 2015 wurde das Center nach einer kompletten Umstrukturierung neu eröffnet, gilt jedoch als architektonischer Problemfall.

## Geschichte

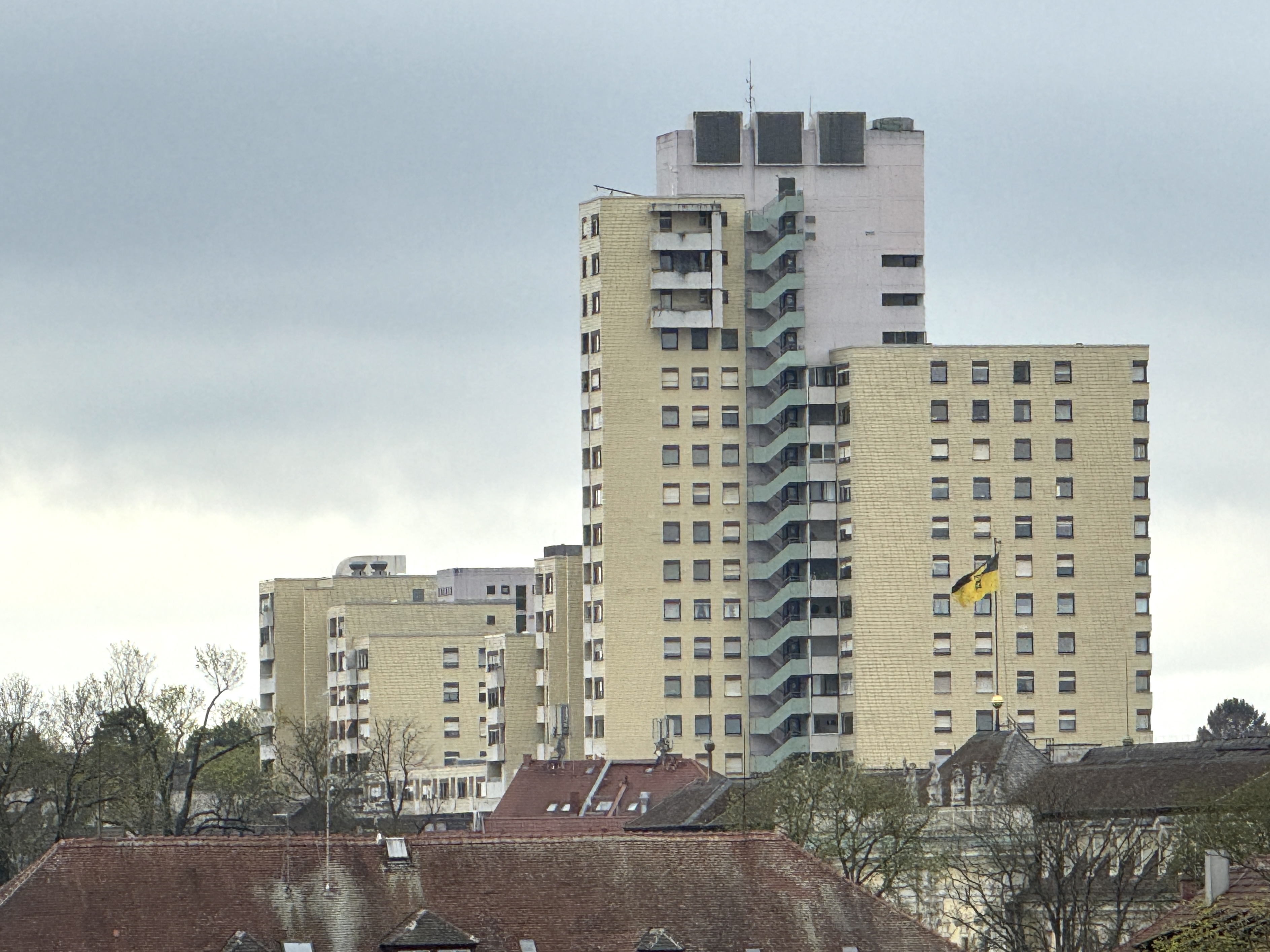
Blick von Osten auf das Center

Das Zentrum wurde von 1972 bis 1975 gebaut und bot zunächst Platz für insgesamt 54 Ladengeschäfte auf zwei Verkaufsebenen. Darüber befanden sich bis zu 15-stöckige Bauten mit Büros, Praxen, einem Kindergarten und über 200 Eigentumswohnungen.
Durch den Wegzug vieler Unternehmen, darunter Karstadt und Kaiser’s Tengelmann, standen zunehmend Ladenflächen leer. Das Gebäude entwickelte sich zu einer Dead Mall. Im Jahr 2013 übernahm die ECE Projektmanagement GmbH das abgewirtschaftete Center und begann im Juni 2014 mit einer Renovierung und Umgestaltung für über 100 Millionen Euro. In diesem Zuge leitete die Stadt Ludwigsburg auch städtebauliche Maßnahmen ein, die zu einer Verbesserung der Umgebung des Einkaufszentrums beitragen sollten. Dazu gehören Grünflächen, eine neue Stadtterrasse und eine verbesserte Verkehrsführung. Aus Sicht des Betreibers wird der Marstall zu einer positiven Entwicklung des Innenstadt-Quartiers beitragen.

## Beschreibung
Das Einkaufszentrum verfügt über 65 Geschäfte auf drei Ebenen mit einer Gesamt-Verkaufsfläche von 25.700 m² sowie über einen großen Gastronomiebereich. Das Innendesign soll die historischen Wurzeln des Namens Marstall widerspiegeln, indem einige Elemente an einen Pferdestall erinnern. Im Center sollen 600 bis 650 Angestellte beschäftigt sein. Das Gesamt-Einzugsgebiet wird auf rund 900.000 Einwohner beziffert.

## Infrastruktur
Durch seine zentrale Lage ist der Marstall fußläufig zu erreichen, vom Bahnhof aus sind es 15 Gehminuten. Mit dem Auto erreicht man das Center über die B 27, außerdem werden die nahe gelegenen Haltestellen Ludwigsburg Residenzschloss, Rathaus und Bietigheimer Straße von zahlreichen Bussen des öffentlichen Nahverkehrs angefahren.

## Rezeption
Einige Ladenbesitzer in der Ludwigsburger Innenstadt befürchten den Konkurrenzdruck durch den Marstall, doch die Stadt und der Betreiber gehen von einer Wiederbelebung auch in den Geschäften rund um das Einkaufszentrum aus.
Das Gebäude gilt traditionell als Bausünde. Dies habe sich auch nach der Renovierung nicht verbessert, äußerten Experten beim Ludwigsburger Architektur-Quartett im Oktober 2015. Der Luxemburger Architekt François Valentiny sagte, in diesem Umfeld hätte diese triviale Architektur nie gebaut werden dürfen. Er und der Berliner Kritiker Jürgen Tietz meinten, ein Abriss wäre die bessere Lösung gewesen. Das Gebäude zerstöre den Maßstab; als Lehre sei daraus zu ziehen, künftig behutsamer mit unseren Städten umzugehen. Oberhalb der Einkaufspassagen trage das Gebäude ein altes, zerschlissenes Kleid, so der dritte Experte in der Runde, der Stuttgarter Architekt und Museumsgestalter HG Merz. Kritisiert wurden auch die großen Werbeflächen auf der Außenfassade in Verbindung mit der vorgetäuschten historischen Authentizität im Inneren, die Tietz als „Gerümpel-Totale“ bezeichnete.